# Філи (космічний апарат)
«Філи» (англ. Philae lander) — спускний апарат, призначений для посадки на комету. Апарат розроблений та виготовлений Європейським космічним агентством.
«Філи» на космічному апараті «Розетта» було запущено 2 березня 2004 року до комети 67P/Чурюмова — Герасименко.
Відділення «Філи» від «Розетти» відбулося 12 листопада 2014, о 13:35 за київським часом. Посадка (перша м'яка посадка на комету в історії) сталася о 17:35 за київським часом.

## Походження назви
Назва апарата пов'язана з розшифровкою староєгипетських написів. На острові Філи на річці Ніл було знайдено обеліск з ієрогліфічним написом, у якому згадано царя Птолемея VIII та цариць Клеопатру II та Клеопатру III. За допомогою цього напису вчені розшифрували давньоєгипетські ієрогліфи.
У свою чергу, назва «Розетта» походить від знаменитого Розетського каменю — кам'яної плити з вибитими на ній трьома ідентичними за змістом текстами, два з яких написані давньоєгипетською мовою (один — ієрогліфами, другий — демотичним письмом), а третій написаний давньогрецькою мовою. Порівнюючи тексти Розетського каменю вчені змогли розшифрувати давньоєгипетські ієрогліфи; за допомогою космічного апарата «Розета» вчені сподіваються дізнатися, як виглядала Сонячна система до того, як сформувалися планети.

## Наукове обладнання
Маса апарата, що спускається — 100 кг. Корисне навантаження апарата становить 26,7 кг і складається з десяти наукових приладів:
- APXS (Alpha Proton X-ray Spectrometer) — детектор альфа-частинок та рентгенівського випромінювання[2]. Є покращеною версією APXS, встановленого на Mars Pathfinder.
- COSAC (COmetary SAmpling and Composition) — комбінований газовий хроматограф та мас-спектрометр для аналізу зразків ґрунту та оцінки вмісту в ній летких компонентів[3].
- Ptolemy — прилад для вимірювання частки стабільних ізотопів[en] у ключових летючих компонентах ядра комети[4].
- ÇIVA (Comet Nucleus Infrared and Visible Analyzer) — 6 однакових мікрокамер для панорамної зйомки поверхні, з матрицями 1024 × 1024 пікселів кожна[5].
- ROLIS (Rosetta Lander Imaging System) — ПЗС-камера для зйомок під час спуску, з роздільною здатністю 1024 × 1024 пікселів[6][7].
- CONSERT[en] (COmet Nucleus Sounding Experiment by Radiowave Transmission) — радар, покликаний провести томографію ядра комети шляхом вимірювання розповсюдження в ньому електромагнітних хвиль від «Розетти», для визначення його внутрішньої будови[8].
- MUPUS (MUlti-PUrpose Sensors for Surface and Sub-Surface Science) — датчики для вимірювання щільності, температурних та механічних властивостей поверхні[9].
- ROMAP (Rosetta Lander Magnetometer and Plasma Monitor) — магнітометр та детектор плазми для вивчення магнітного поля ядра комети і його взаємодії з сонячним вітром[10].
- SESAME (Surface Electric Sounding and Acoustic Monitoring Experiments) — 3 прилади для вимірювання властивостей зовнішніх шарів комети: CASSE (Cometary Acoustic Sounding Surface Experiment) — експеримент по акустичному дослідженню поверхні комети, PP (Permittivity Probe) — дослідження її електричних характеристик, і DIM (Dust Impact Monitor) — вимір осідання пилу на поверхню[11].
- SD2 (Drill, Sample, and Distribution subsystem) — бур для вилучення зразків ґрунту з глибин від 0 до 230 мм і спрямування їх для аналізу в підсистеми Ptolemy, COSAC і ÇIVA[12].

У створенні апарата і його обладнання взяли участь Австрія, Фінляндія, Франція, Німеччина, Угорщина, Італія, Ірландія, Польща та Велика Британія.

## Хроніка польоту
2 березня 2004 «Розета» з апаратом «Філи» була успішно запущена з космодрому Куру у Французькій Гвіані.
25 лютого 2007 «Розета» пролітала поблизу Марса. Під час прольоту спускний апарат Філ вперше працював в автономному режимі, з живленням від власних акумуляторів. Приладами Філ з відстані за 1000 км була проведена зйомка планети, отримані дані про магнітне поле Марса.

### Наближення до комети (2014)
6 серпня 2014 «Розета» з апаратом наблизилися до комети на відстань 100 км. Фахівці ЕКА визначили 5 потенційно підходящих місць для посадки, з яких найприйнятнішим вважалася «ділянка А» на більшій частині комети, з якої добре видно і її менша частина.
15 жовтня фахівці ЕКА підтвердили основне місце посадки апарата «Філи». «Розетта» цього дня перебувала на круговій орбіті (з точки зору спостерігача розташована на кометі), за 10 км від центру чотирикілометрового ядра комети. Це дозволило більш детально оглянути основне та резервне місця посадки, щоб остаточно оцінити небезпеки (включаючи обмеження, викликані наявністю валунів). Приземлення на валун може викликати поломку апарата; навіть камені розміром менше метра є небезпечними. На знімках основного та запасного місць посадки видно тисячі великих каменів.
Фахівці групи динаміки польоту оцінили ризик обумовлений наявністю валунів, у десятки відсотків.
10 листопада «Розета» перебувала на траєкторії підготовки до запуску «Філи» (який не має власних навігаційних систем), на швидкості 19 см/с, до ядра комети.

### Посадка

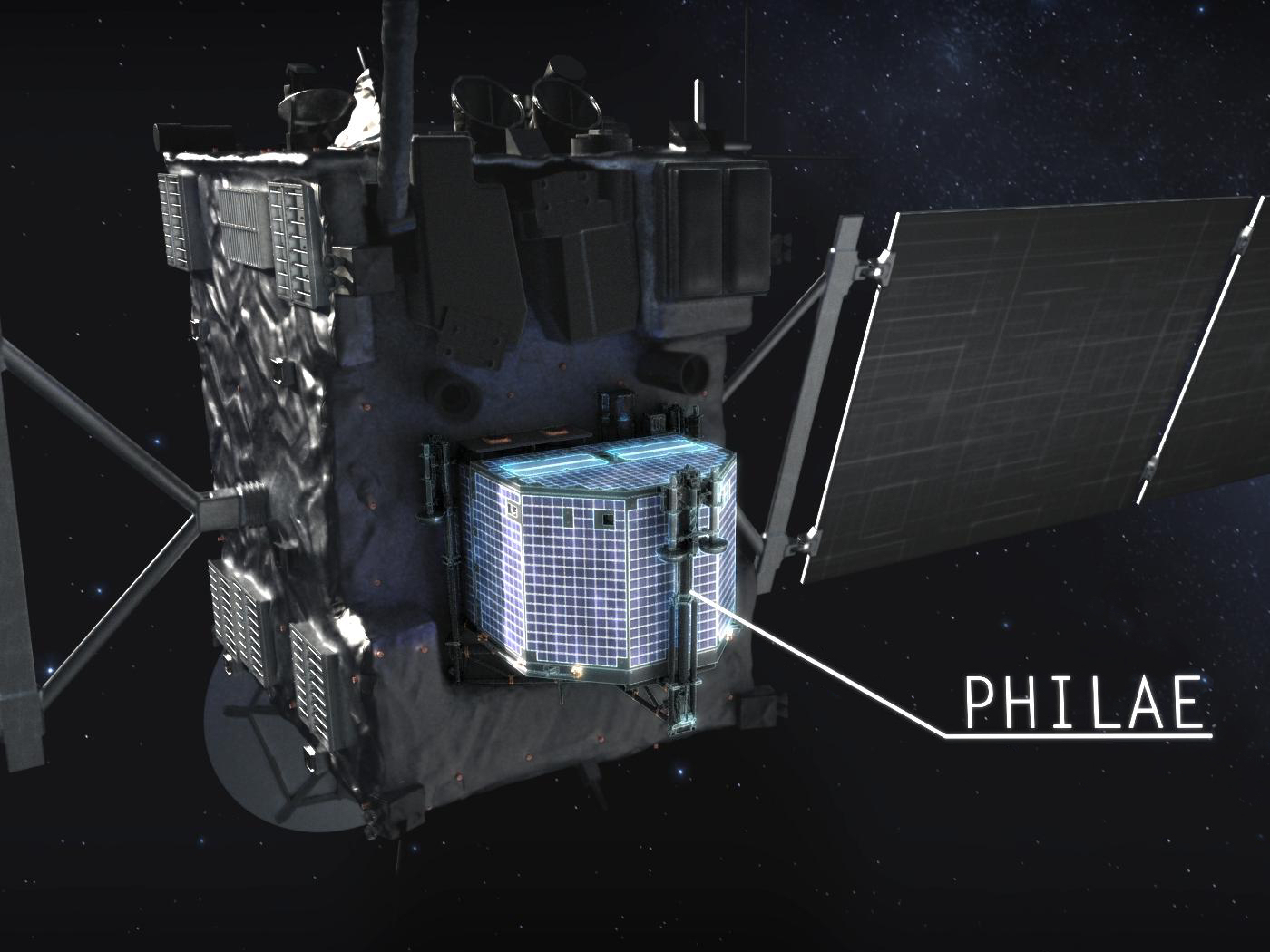
Розета та Філи

12 листопада 2014 року, о 13:35 за київським часом, на відстані приблизно 22,5 км від центру ядра комети, «Розета» відправила посадковий апарат «Філи» у вільний політ.
12 листопада о 17:35 за київським часом «Філи» успішно здійснив посадку.
Посадка апарата «Філи» супроводжувалася серією з трьох торкань поверхні планети. Після двох з них апарат знову піднімався над поверхнею планети і переміщувався. Така ситуація виникла через відмову прижимного двигуна, який повинен був запобігти відскакування Філ від поверхні при посадці. Крім того, після посадки повинні були спрацювати гарпуни і міцно зафіксувати апарат в точці посадки. Але вони не спрацювали. Тому після першого зіткнення з кометою Чурюмова — Герасименко апарат відскочив від неї і пролетів ще близько одного кілометра. Друга спроба посадки також закінчилася відскоком і лише після третього торкання поверхні комети апарат зупинився.

### Робота на поверхні комети та перехід апарата до сну (2014)
Перший час апарат працював на енергії акумуляторів, яка була заздалегідь накопичена. Планувалось, що надалі апарат буде заряджатися від сонячних батарей. Оскільки «Філи» опинився в тіні, створюваної рельєфом місцевості, його сонячні батареї не змогли генерувати достатню кількість енергії. Тим не менше, після посадки в батареях апарата залишався запас енергії. «Філи» зміг виконати всі заплановані дослідні роботи з використанням усіх наявних на борту інструментів. Так, за допомогою бура був отриманий і проаналізований зразок ґрунту. Також були отримані дані про температуру і внутрішню структуру комети. Крім того, вдалося зробити знімки місцевості. Всі отримані дані були передані на Землю. Однак після вичерпання запасів енергії апарат перейшов в режим сну, а зв'язок з ним припинився.
Після посадки «Філ» фахівці European Space Agency змогли розгорнути його корпус таким чином, щоб світло хоча б частково потрапляло на найбільшу його сонячну панель. Зрештою, сонячна панель зможе генерувати енергію лише протягом 1,5 години кожні 12 годин. Цього було недостатньо для повноцінної роботи апарата.
15 листопада апарат «Філи» перемкнувся на неробочий режим (усі наукові прилади і більшість бортових систем виключені).
В ESA вважають місію «Філи» успішною, оскільки її основні цілі виконані.

### Відновлення роботи на поверхні комети (2015)
Оскільки апарат «Філи» наближався разом з кометою до Сонця, то відповідно збільшувалася кількість сонячної енергії, що досягала сонячних панелей. Отриманої енергії у певний момент виявилося достатньо для того, щоб апарат 14 червня 2015 року прокинувся та вийшов на зв'язок із Землею.
За 85 секунд сеансу зв'язку з апаратом, на Землі вдалося отримати 300 пакетів з даними від апарата «Філи», використовуючи «Розета» як ретранслятор.
Вчені говорять, що «Філи» почуває себе добре, не дивлячись на те, що його температура становить -35 градусів за цельсієм. Як виявилося, зонд зберігав працездатність протягом тривалого часу, хоча й не передавав жодної інформації. Апарат зміг накопичити більш ніж 8000 пакетів з даними, які ще тільки будуть передані на Землю. Отримавши ці файли, вчені зможуть дізнатися стан, у якому зонд знаходився на поверхні комети під час сплячки тривалістю у більш ніж півроку. Ці дані, напевно, допоможуть у подальших дослідженнях комети.
Через кілька тижнів зв'язок був у черговий раз втрачений. Фахівці провели наступні 7 місяців у спробах його відновити. На початку лютого 2016 року фахівці з Німецького аерокосмічного центру (DLR), що керують місією «Rosetta», повідомили, що контакт з зондом «Філи» втрачено, і вчені більше не будуть намагатися встановити з ним зв'язок. У DLR вважають, що модуль, швидше за все, покритий товстим шаром пилу, а його температура занадто низька для продовження нормальної роботи. Тому йому більше не будуть посиланти ніяких команд.

## Виявлення апарата Філи (2016)
2 вересня 2016 року камерою високої роздільної здатності апарата Rosetta отримані знімки апарата Філи. Спусковий апарат потрапив в темну тріщину на кометі 67р / Чурюмова-Герасименко. З висоти 2,7 км розрізнення вузькокутової телекамери OSIRIS становило близько 5 см на піксель. Цього досить, щоб на знімку було видно характерні особливості конструкції метрового корпусу і ніг апарата Філи. Знімки також підтвердили, що Філи лежить на боці. Позаштатна орієнтація на поверхні прояснила, чому було так важко встановити зв'язок зі спусковим апаратом після посадки 12 листопада 2014 року.

### Жорстка посадка зонда «Розета»
30 вересня 2016 року зонд «Розета» був спрямований на зіткнення з кометою. Через 14 годин після початку маневру зонд на швидкості 3 км/годину впав на поверхню. Програма досліджень комети, що обійшлася у €1,4 млрд завершилась.